# Baumann János
Baumann János (Bakonyoszlop, 1952. szeptember 21. – Győr, 1998. szeptember 20.) labdarúgó, hátvéd.

## Pályafutása
1970 elején szerződött Bakonyoszlopról a Győri Dózsába. Innen 1972 nyarán igazolt az ETO-ba. 1972 és 1980 között a Rába ETO labdarúgója volt. Az élvonalban 1972. november 12-én mutatkozott be a Bp. Honvéd ellen, ahol 1–1-es döntetlen született. Összesen 109 élvonalbeli bajnoki mérkőzésen szerepelt. 1980-ban a MÁV DAC játékosa lett.

## Sikerei, díjai
- Magyar bajnokság
  - 3.: 1973–74